# Luis Miranda Rivera
Luis Miranda Rivera O.Carm (ur. 24 stycznia 1954 w San Juan) – portorykański duchowny katolicki, biskup Fajardo-Humacao od 2020.

## Życiorys
Święcenia kapłańskie przyjął w zakonie karmelitów 14 września 1984 z rąk kardynała Luisa Aponte Martíneza. Pracował głównie w zakonnych parafiach, był też wikariuszem biskupim archidiecezji San Juan de Puerto Rico dla Wikariatu San Juan-Santurce.
16 maja 2020 papież Franciszek mianował go biskupem ordynariuszem diecezji Fajardo-Humacao. Sakrę biskupią przyjął 15 sierpnia 2020 z rąk arcybiskupa Roberto Octavio González Nieves.